# Камерата (вокальная группа)
Камерата — белорусская вокальная группа из Минска, исполняющая a capella джазовые композиции и собственные сочинения в жанре worldbeat.

## История
Вокальный коллектив, являвшийся предшественником группы, был основан в середине 1980-х годов в Минске Олегом Шикуновым, преподавателем Музыкального лицея при Белорусской государственной консерватории. Первоначально коллектив, достаточно быстро разросшийся до размеров камерного хора (более двух десятков исполнителей), исполнял классическую музыку, однако осенью 1988 года после приглашения на фестиваль джазовых вокальных ансамблей в Паневежисе была подготовлена соответствующая программа, а состав сократился до 12 человек. В 1989 году ансамбль выступил на достаточно крупном джазовом фестивале в Риге. Помимо классических джазовых композиций в репертуар коллектива входили собственные произведения Шикунова, «в которых элементы игрового фольклора смешивались с приемами фри-джаза». Значительное участие в формировании стиля ансамбля принимал также концертмейстер А. Пыталев.
К началу 1990-х годов стабилизировался состав ансамбля (в который, в частности, входили Игорь Мельников, Ольга Воробьёва, Александр Довнар и Татьяна Дробышева), кроме того, во многом благодаря оригинальной программе коллектив приобрёл известность в джазовых кругах, в результате чего последовали приглашения на фестивали, а также гастроли в СССР и за рубежом. Однако попытка записи имеющего материала на «Мелодии» летом 1991 года оказалась малоудачной вследствие резких изменений в жизни страны. В 1992 году коллектив вошёл в состав Белорусской государственной филармонии. Весной 1994 года было записано авангардное произведение Шикунова «Бог среди нас» в исполнении «Камераты», при этом первоначально симфоническую партитуру автор переложил в вокальную.
Летом 1995 года начался новый период в истории ансамбля: руководитель и автор коллектива Олег Шикунов достаточно неожиданно переехал в США, забрав с собой ноты произведений. К тому моменту моменту «Камерата» представляла собой секстет (включая Шикунова, исполнявшего басовые партии). Оставшиеся пятеро участников решили продолжать выступления и пригласили в коллектив ещё двоих — Галину Гордынец (сопрано) и Алексея Бурделёва (бас). Новым руководителем стал концертмейстер и баритон Игорь Мельников. Стиль группы, прежде определявшийся творческими идеями Шикунова, разумеется, изменился: Мельников составил и аранжировал для коллектива новую джазовую программу, а новыми авторами стали сопрано Ольга Воробьёва и тенор Александр Довнар. За год группа подготовила программу собственных произведений на основе белорусского фольклора, получившую название «Снега», и записала практически одноимённый диск «Снега, снега…» (выпущенный однако лишь двумя годами позже небольшим тиражом). При этом наряду с новыми композициями авторства О. Воробьёвой на диске нашлось место и ещё шикуновским «Белорусской» и «Восточной». Альбом заслужил положительные отзывы за оригинальность и высокий уровень исполнения, а также работу звукорежиссёров по электронной обработке голосов.
В конце 1990-х годов группа являлась одним из организаторов минского джазового фестиваля «Камерата приглашает друзей».
В 2000 году вышел второй альбом коллектива «Мой ангел», отличающийся от «академичных» «Снегов…» большей песенностью («на переднем плане — мелодия»). По словам самих участников группы «Мой ангел» стал новой ступенью развития коллектива: «В этом альбоме люди больше раскрылись голосовыми возможностями. У нас появился опыт. И свобода». В следующем году был выпущен альбом «Just» — первый «неавторский» альбом группы, представляющий собой сборник джазовых стандартов. В 2006 году вышел следующий альбом собственных произведений «Miracle» («Дзіва»), а в 2012 году альбом «Between Heaven and Earth» («Паміж небам i зямлёй»). По словам О. Воробьевой, «этот альбом отличается от прежних тем, что он стоит ближе к world-music».
Летом 2014 года группу покинул художественный руководитель и баритон Игорь Мельников и сопрано Татьяна Дробышева.
Коллектив пополнил баритон Филипп Смелов.

## Состав
- Ольга Воробьёва (сопрано)
- Юлия Короткевич (альт)
- Галина Гордынец (сопрано)
- Александр Довнар (тенор)
- Илья Самаль (бас)
- Роман Гофбранд (баритон)

## Дискография
- 1997 — Снега, снега…
- 2000 — Мой ангел
- 2001 — Just
- 2006 — Дзіва (Miracle)
- 2012 — Паміж небам i зямлёй (Between Heaven and Earth)

## Репертуар
От классики до джаза.
Исполнение основано на теории Олега Шикунова «Вокальная Теория Гибкого Амбушура». Основной репертуар составляют авторские композиции. Используются процессоры различного рода для электронной обработки звука, театрализация представления и световое решение. Группа с успехом выступала в Польше, Америке, Швейцарии, Австрии, Турции, Норвегии, на фестивалях «Varna Summer», «International Festival Muzyki Gospel», «International Ankara Music Fesival», «Molde International Jazz Festival», «Усадьба. Джаз», Санкт-Петербурге, Архангельске, Нижнем Новгороде, Риге, Калининграде и многих других городах.
В 2002 году на конкурсе «Vokal.Total» (Австрия) группа заняла второе место в номинации «Джаз».